# کلیبر
کَلِیبَر یکی از شهرهای استان آذربایجان شرقی و مرکز شهرستان کلیبر است. . در دهه پنجاه کلیبر شهر کوچکی بود که کمتر از ۵۰۰۰ نفر جمعیت داشت. سرشماریهای سالهای ۱۳۸۵ و ۱۳۹۰ جمعیت شهر را، به ترتیب، ۹۰۳۰ نفر و ۹۸۸۷ نفر گزارش کرده‌اند. این شهر در ۶۳ کیلومتری شمال غرب اهر، ۲۱۰ کیلومتری شمال شرق تبریز و ۸۱۲ کیلومتری شمال غرب تهران واقع شده است. کلیبر دارای آب و هوای معتدل کوهستانی است و سراسر پیرامون این شهر را جنگل‌های تنگ و مراتع پوشانیده است. شهر، بعلت نزدیک بودن به قلعه بابک و قرار گرفتن در کانون ذخیره‌گاه زیست‌کره منطقه ارسباران، در دهه اخیر از نظر گردشگری توسعه چشمگیری یافته است. 

## پیشینه
کلیبر، که در نوشته‌های وقایع نگاران اسلامی تحت عنوان بذ یا بذین شناخته می‌شود، پایگاه بابک خرمدین بود. او در سال ۸۱۶ میلادی علیه خلافت اسلامی قیام کرد و در سال ۸۳۶ میلادی از افشین شکست خورد و کلیبر به دست اعراب افتاد. حوادث دوران مقاومت دو دهه‌ای بابک کلیبر را در کانون توجه مورخین مسلمان قرار داد.
نام کلیبر گویا برگرفته از کدی بذ به معنی  کد و قلعه بذ باشد در پهلوی آذری  و تالشی د را به ر  میگردانند  گویا در این نام هم  د به ر و سپس به  ل گشته 
مروج‌الذهب و معادن‌الجوهر، نوشته علی بن حسین مسعودی، نخستین کتابی است که در مورد کلیبر مطلبی نوشته است. مسعودی می‌نویسد، در ناحیه بذین با مریدان جاودان، پسر شهرک، قیام کرد. بعد از یک سری شکستها بابک در موطن خود محاصره شد … بذین که زادگاه او بود، حالیه در ۳۲۳ هجری، هنوز مملکت بابک نامیده می‌شود. در کتاب «مسالک و الممالک» ابن حوقل از کلیبر سخنی به میان نیامده است ابن حوقل از مکانی بن نام "سیاه کوه" اسم می‌برد، که در مجاورت آن نسلی از "ترکان" زندگی می‌کردند. اما بنظر می‌آید که سیاه کوه مذکور با منقیشلاق (Manghishlaq) در سواحل شمال شرقی دریای خزر یکی باشد.
ابن اثیر در کتاب الکامل فی التاریخ صفحات زیادی را به کلیبر اختصاص داده است. نوشته او چنین آغاز می‌شود، آغاز به پا خواستن بابک به سال ۲۰۱ بوده است. پایتخت او شهر بذ بود و از سپاهیان خلیفه بسیاری را کشته بود.
یاقوت حموی هشتصد سال پیش کلیبر را اینگونه توصیف می‌کند، بذ: جایی در بین آذربایجان و اران. بابک خرمدین، که علیه معتصم شورش کرد، از اینجا برخاسته است. دو بیت زیر از باختری در این باره شناخته شده است:
خداوند نگهدار تو باد ای جنگجوی ترسناک، که در زمان بابک دروازه کفار را واژگون کردی.
این تو بودی که شهر بذ را گرفتی و شرمی چنان فاحش را پوشاندی.
در نزدیکی بذ، به گفته «مؤثر» شاعر مکانی است به ابعاد سه فرسنگ؛ هنگامی که در آنجا نام خدا گفته شود آوایی نامرئی جواب گوید. از اینجاست که سرخ جامگان، که خرمدین نیز نامیده می‌شود، به رهبری بابک قیام نمودند؛ و در اینجاست که آن‌ها منتظر «مهدی» بودند. در پایین‌تر رودی بزرگ جاری است که آب آن مزمن‌ترین تبها را علاج می‌کند. رود ارس در مرز جاری است. در این ناحیه انارهایی با زیبایی بینظیر، انجیر، و انگور به عمل می‌آید، که آن را در تغارها خشک می‌کنند چرا که آفتاب همواره پشت ابری ضخیم پنهان است. اهالی از آب تکه‌های کوچک طلای سرخ جمع می‌کنند که اگر به حساب خورده شود زنان را فربه می‌کند. احتمال دارد وصف رود شفابخش اشاره‌ای به چشمه‌های آب گرم روستای متاللی باشد.
حمدالله مستوفی در نیمه قرن هشتم هجری چنین می‌نویسد، قصبه‌ای است در میان بیشه افتاده و کوهستان بزرگ و قلعه نیکو دارد، و در پای آن قلعه رودی روان است هوایش معتدل است و آبش از رود مذکور و حاصلش قلعه و انگور و میوه باشد، و مردمش از ترک و تالش ممزوج اند و شافعی مذهب. حقوق دیوانیش مبلغ سه هزار دینار بر روی دفتر است. در توضیحی که مترجم فرانسوی کتاب یاقوت آورده به جای تالش کلمه مغول را آورده است که با توجه به زندگی مستوفی در زمان ایلخانان قابل قبول تر است.
همچنانکه به دوران اخیر نزدیک می‌شویم نوشته‌ها در مورد کلیبر کمتر می‌شود. در کتابهایی که به تاریخ ارسباران اختصاص دارند، اشاراتی کوتاه به تاریخ معاصر کلیبر می‌شود. چهار کتاب زیر مراجع مفیدی هستند:
- قدیمترین سند معتبر کتاب «تاریخ ارسباران» نوشته سرهنگ حسین بایبوردی است.[۱۹] متأسفانه این کتاب به راحتی قابل دسترس نیست.
- کتاب «تاریخ و جغرافیای ارسباران» اثر حسین دوستی[۲۰] که پس از انقلاب اسلامی چاپ شده در مورد این منطقه اطلاعات بیشتر و جدیدتری در اختیار علاقه مندان قرار می‌دهد.
- کتاب «تاریخ اجتماعی و سیاسی ارسباران (قره داغ) در دوره معاصر»، نوشته ناصر صدقی[۲۱] کتابی مجمل است و به طریقه‌ای علمی نوشته شده است.
- کتاب «نامه ارسباران»، نوشته سیدرضا آل‌محمد،[۲۲] که در چهار جلد منتشر شده است، ظاهراً کتاب جامعی است.[۲۳]

## هویت فرهنگی

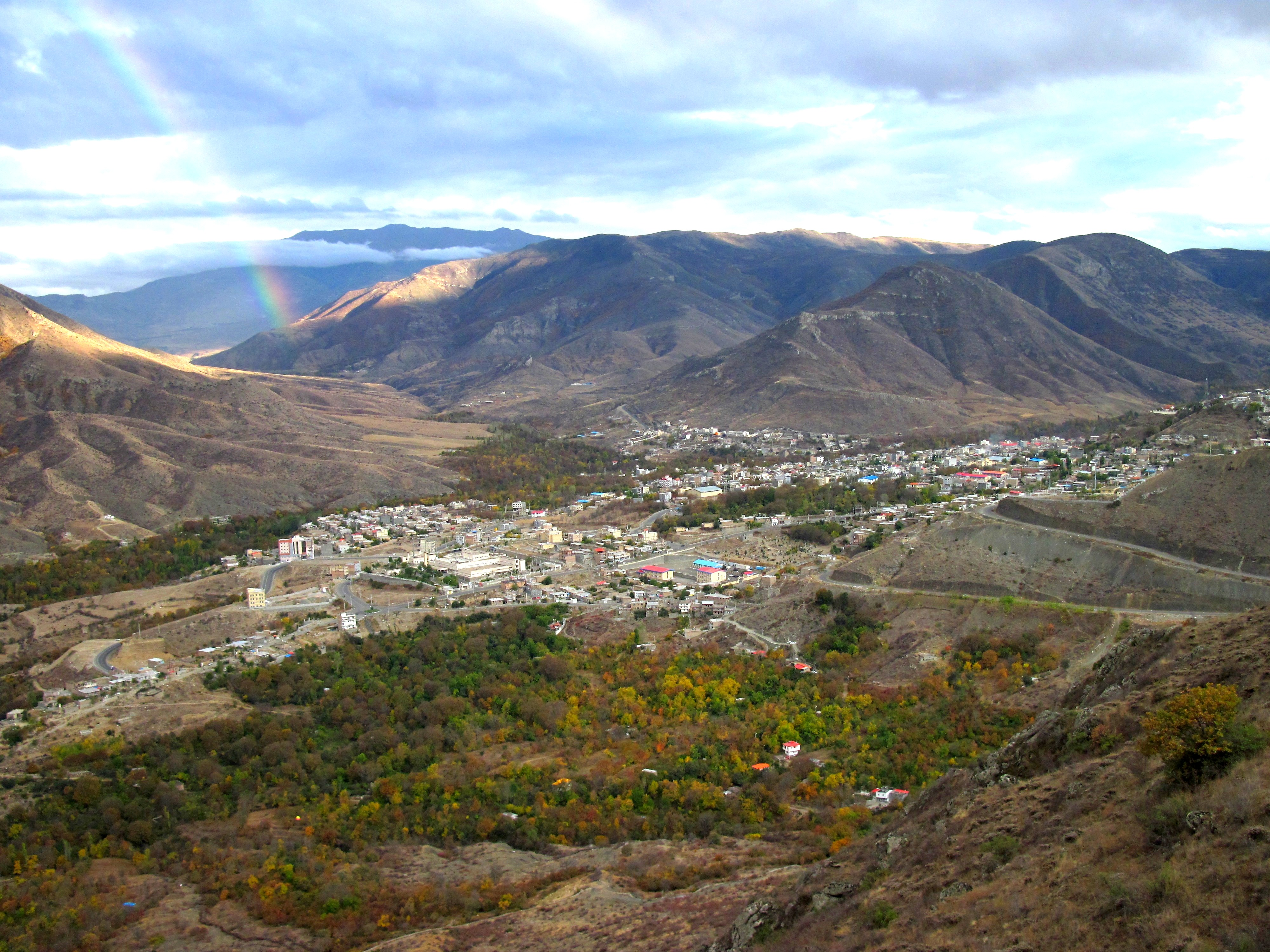
کلیبر در پاییز

### زبان
زبان گفتاری مردم ترکی آذربایجانی است که متعلق به شاخه غربی گره جنوبی - غربی (اغوز) خانواده زبان‌های ترکی می‌باشد. اغلب مردم، بعلاوه، با زبان فارسی آشنایی دارند.

### دین
اکثریت مردم پیرو مذهب شیعه دوازده‌امامی هستند. تعداد قابل توجّهی از اهالی پیروان اهل حق (گوران در زبان آذری) هستند. همه گوران‌ها در اصل متعلق به طایفه شاملو هستند. این طایفه یکی از ارکان عمدهٔ قزلباش‌ها در عهد شاه اسماعیل بود.

## پتانسیل گردشگری
جیمز موریر، مؤلف «ماجراهای حاجی بابای اصفهانی»، به نقل از یک مهندس انگلیسی که بقصد جایابی برای ذوب آهن دویست سال پیش از کلیبر دیدن کرده، شهر را چنین توصیف می‌کند، "کلیبر… قبلاً مکانی در خور توجه بوده است. باغ‌های وسیع جنگلی از درختان میوه درست کرده است، جنگلی که در آن درختان گردو به ابعادی باور نکردنی رشد کرده‌اند …" اخیراً، یک گردشگر کانادایی کلیبر را اینگونه توصیف می‌کند، "شهری دورافتاده و خواب آلود در میان کوه‌های سر به فلک کشیده‌ای که قله‌هایشان در زیر مه غلیظ از دیده پنهان شده‌اند. … مکانی است عالی؛ به طراوت و سر سبزی انگلیس و ورای ذهنیت ما از طبیعت کویری و خشک ایران.
آثار گرد شگری در اقتصاد محل هنوز آشکار نشده است. گردشگران ترجیح می‌دهند در چادرها بمانند و از غذاهای کنسروی، که همراه آورده‌اند، بخورند. نتیجه به جا گذاشتن زباله در کنار جاده‌ها و، احیاناً، تخریب مراتع و مزارع روستائیان است. انتظار می‌رود گروهی از مهاجرین پیشین و ثروتمند با ساختن هتلها و جذب گردشگران اهل حساب به اقتصاد محل نفع برسانند. در سال‌های اخیر فرمانداری کلیبر با برگزاری جشنواره انار و زغال اخته برای ترویج تولید تجاری و بازاریابی این میوه‌ها تلاش کرده است. در اخبار منتشره اغلب بر جنبه‌های جذب گردشگری این جشنواره‌ها تأکید می‌شود.

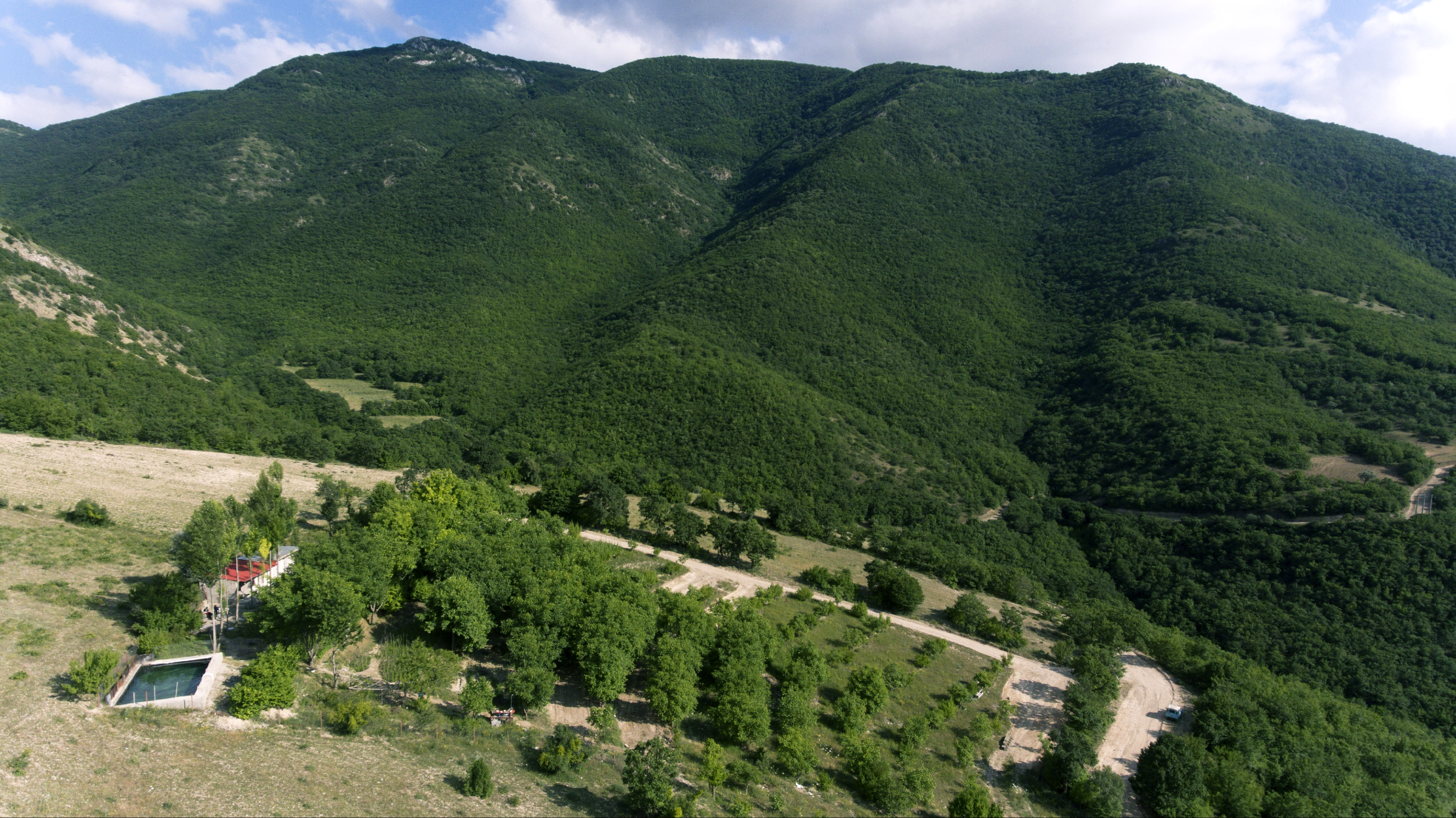
اقامتگاه گردشگری نوری
این اقامتگاه در ۶ کیلومتری کلیبر (روستای صومعه) در قلب جنگلهای ارسباران، مکانی بسیار زیبا با چشم‌انداز بی نظیر جنگل در خدمت گردشگران عزیز می‌باشد. این مجموعه با تمام امکانات رفاهی دارای استخر شنا و طبیعتی بکر و بی نظیر بستری مناسب را برای طبیعت گردی، جنگلنوردی و کوهنوردی را در دل جنگل برای گردشگران عزیز فراهم ساخته است.

### قلعه بابک (قلعه بذ)
قلعهٔ بابک، بنا شده در بالای کوهی به ارتفاع ۲۳۰۰ متر، در حدود سه کیلومتر از شهر قرار دارد. قلعهٔ از زمان ساسانیان ساخته شده و نام خود را از اسم بابک خرمدین، رهبر مقابله با مهاجمین عرب تا سال ۸۹۳ میلادی، گرفته است.

### ییلاق‌هایعشایر ارسباران
یک تحقق اخیر سه نقطه را با بالاترین قبلیت گردشگری مشخص کرده است. این سه مکان، که در مجاورت جاده کلیبر - عاشقلو (مسیر عباس‌آباد- آینالو - وایان) قرار گرفته‌اند، عبارتند از قلعه بابک (قلعه بذ)، مکیدی دره سی و آینالو. البته، مکان‌های زیادی وجود دارند، که علیرغم شناخته بودن به مردم محل، هنوز مورد توجه گردشگران قرار نگرفته‌اند. برای مثال، تاکنون از پتانسیل گردشگری ییلاق‌های عشایر ارسباران صرفنظر شده است. در طی ماه‌های گرم سال این مکانها علاوهٔ بر زیبایی طبیعی امکان مشاهده زندگی ساده و سنتی عشایر را فراهم می‌کنند.
نزدیکترین ییلاق فعال به کلیبر اتراقگاه ایل بسطاملو در مراتع بین روستای شجاع آباد و قلعه بابک (قلعه بذ) است. از معروفترین ییلاق‌های نسبتاً نزدیک می‌توان از کوه‌های روستای علی‌آباد (کلیبر), چپرلی و آقداش نام برد. فاصله این مراتع از شهر با ماشین کمتر از نیم ساعت است.

### زغال اخته، سمبل هویت اقتصادی کلیبر
کلیبر، به خاطر قرار گرفتن در میان کوه‌های بلند، دارای آب و هوای خاصی است که مشخصاً برای بار آوری زغال اخته مناسب است. می‌توان ادعا کرد که «زغال اخته» سمبلی از هویت اقتصادی کلیبر است. در اواخر تابستان میوه‌های رسیده در اغلب دکان‌های اطراف خیابان‌های اصلی شهر به فروش می‌رسد. بوی رسیدگی این میوه‌ها و منظرهٔ زنبورهای نشسته بر طبق‌های پر از میوه، خاطرهٔ ذهنی دلپذیری است که مسافران از شهر به یاد می‌سپارند. از طرفی دیگر، ساکنان محل منظرهٔ شکوفه‌های زرد رنگ درختان زغال اخته در نیمهٔ دوم فصل زمستان را به مثابهٔ نشانی از رستاخیز سالیانهٔ طبیعت گرامی می‌دارند.
باغداران کلیبری، مازاد محصول زغال اختهٔ خود را برای عرضه در کارخانجات صنایع تبدیلی کشاورزی به تهران و سایر شهرهای بزرگ می‌فرستند. در خود شهر، خشکه و برگهٔ زغال اخته توسط کدبانوان کلیبری در پخت آش رشته استفاده می‌شود. متأسفانه، در رستوران‌های سطح شهر، این واریته آش رشته عرضه نمی‌شود. اخیراً برخی فرآورده‌های زغال اخته از جمله؛ لواشک، ترشی، ژله، شربت، برگه و خشکهٔ زغال اختهٔ کلیبر، با بست‌ه بندی شیک و بهداشتی، به بازار آمده است. جشنوارهٔ سالیانه زغال اخته، که با هدف جذب گردشگر به منطقه سازمان داده می‌شود، تأکیدی است بر اهمیت این میوه در هویت اقتصادی شهر کلیبر.